# Ledder Werkstätten
Die Ledder Werkstätten gGmbH (kurz: LeWe) ist ein Sozialdienstleister für volljährige Personen mit geistigen, psychischen und/oder Schwerst- und Mehrfachbehinderungen mit Hauptsitz in Tecklenburg-Ledde.

Ledder Werkstätten (hier Verwaltung und Betriebsstätte in Tecklenburg-Ledde)

 Die Einrichtung im nordrhein-westfälischen Tecklenburg bestand seit Mai 1968 zunächst unter dem Titel „Beschützende Werkstatt“ und seit 1971 unter dem Titel „Werkstatt für Behinderte“. 1972 boten die Ledder Werkstätten erstmals psychisch behinderten Menschen berufliche und soziale Förderung an. Seit 1980 firmiert die Einrichtung als gemeinnützige Gesellschaft. Gesellschafter sind das Diakonische Werk im Kirchenkreis Tecklenburg und der Evangelische Kirchenkreis Tecklenburg. 1982 erkannte die Bundesanstalt für Arbeit der Ledder Werkstätten gGmbH den Status einer Werkstatt für behinderte Menschen (WfbM) zu.
Die Ledder Werkstätten sind heute Ansprechpartner und Dienstleister für Menschen mit Behinderungen und/oder einer psychischen Erkrankung sowie deren Angehörige im Kreis Steinfurt. Aktuell etwa 1270 Menschen mit Behinderungen sind in den Betriebsstätten und Wohneinrichtungen in Tecklenburg-Ledde, Tecklenburg, Lengerich, Ibbenbüren, Saerbeck, Ladbergen, Hörstel-Riesenbeck, Recke, auf zwei Höfen (Wohneinrichtungen) und in den verschiedenen Dienstleistungsangeboten (Cafés und Läden in Lengerich, Ibbenbüren und Tecklenburg-Leeden) sowie in vielfältigen Außenarbeitsplatz-Angeboten beschäftigt und zuhause. Mit insgesamt 17 Betriebsstätten und zehn Wohnstandorten ist die diakonische Einrichtung präsent in der Region und damit dezentral und sozialraumorientiert organisiert. Die Besonderen Wohnformen und das Betreute Wohnen halten mehr als 450 Wohnangebote vor. Mit fast 600 Mitarbeitern sowie etwa 1270 Beschäftigten und/oder Nutzern der Wohnangebote stellt die Ledder Werkstätten gGmbH auch einen erheblichen Wirtschaftsfaktor in der Region dar und ist größter Arbeitgeber der Stadt Tecklenburg. Seit 2018 gehört die Reha GmbH für Sozialpsychiatrie (Lengerich) als 100-prozentige Tochter zum Unternehmen.

## Tätigkeitsfelder
Arbeit
Fertigung, Montage, Verpackung, Elektroarbeiten (auch Prüfung ortsveränderlicher Elektrokleingeräte), Eigenprodukte, Hauswirtschaft, Grüner Bereich, Holzbereich, Logistik, Handel und Dienstleistungen (zwei Cafés, ein Ladengeschäft, ein Lebensmittelgeschäft), Außenarbeitsplätze
Bildung
Berufsbildungsbereiche (dezentral in Betriebsstätten und mit eigenem Bildungszentrum in Ladbergen), Arbeitsbegleitende Maßnahmen der Beruflichen Bildung und individuellen Förderung
Wohnen
Besondere Wohnformen, Intensiv Betreutes Wohnen, Betreutes Wohnen, Wohngemeinschaften, Hausgemeinschaftskonzepte
Freizeit & Kultur
Der LeWe-Klub macht inklusive und regelmäßige Freizeitangebote für Menschen mit und ohne Behinderungen; Arbeitsbegleitende Maßnahmen, Begleitete Freizeiten, Bildungsreisen
Beratung
Dafür stehen Ansprechpartner in den Geschäftsfeldern Arbeit und Berufliche Bildung sowie Wohnen und Individuelle Dienste zur Verfügung; Soziale Dienste der Bereiche
Individuelle Dienste
Reha-Sport für Beschäftigte und Nutzer, hauseigene Physiotherapie-Praxis „VitaPlus“, tagesstrukturierende Angebote für etwa 50 Senioren, Kooperationen mit Sportvereinen und vielen Leistungsanbietern